# Дмитровичи (Яворовский район)
Дмитровичи (укр. Дмитровичі) — село в Судововишнянской городской общине Яворовского района Львовской области Украины.
Население по переписи 2001 года составляло 535 человек. Занимает площадь 1,286 км². Почтовый индекс — 81341. Телефонный код — 3234.